# أرند غولشميدت
أرند غولشميدت (بالألمانية: Arnd Goldschmidt)‏ هو راكب الكنو ألماني، ولد في 9 يونيو 1981 في كارلسروه في ألمانيا.